# Puno (stad)
Puno, ook San Carlos de Puno, is een stad in de gelijknamige provincie en de gelijknamige regio van Peru. Puno ligt op 3.860 meter boven zeeniveau aan de oevers van het Titicacameer en telt 141.000 inwoners.
Puno heeft een haven van waaruit men naar Bolivia kan varen of naar de eilanden Taquile, Amantaní of het schiereiland Capachica. Op 18 kilometer ten zuidoosten van Puno ligt het dorp Chucuito.
De stad is de zetel van het rooms-katholieke bisdom Puno.

## Bestuurlijke indeling
Deze stad (ciudad) bestaat uit slechts één district en komt dus overeen met:
- Puno (district)